# José González (cantant)

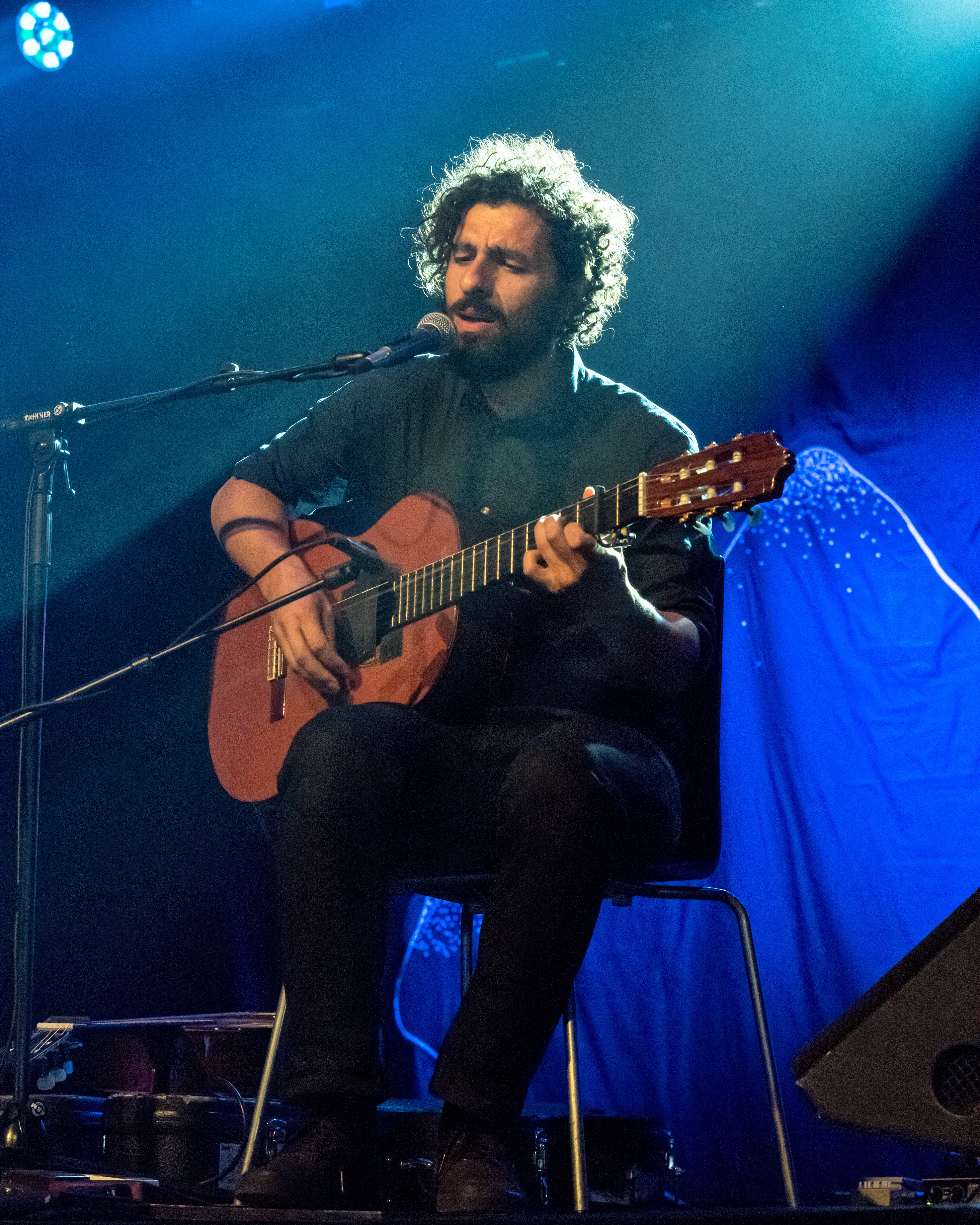
José González. Zelt-Musik-Festival 2017 Friburg, Alemanya

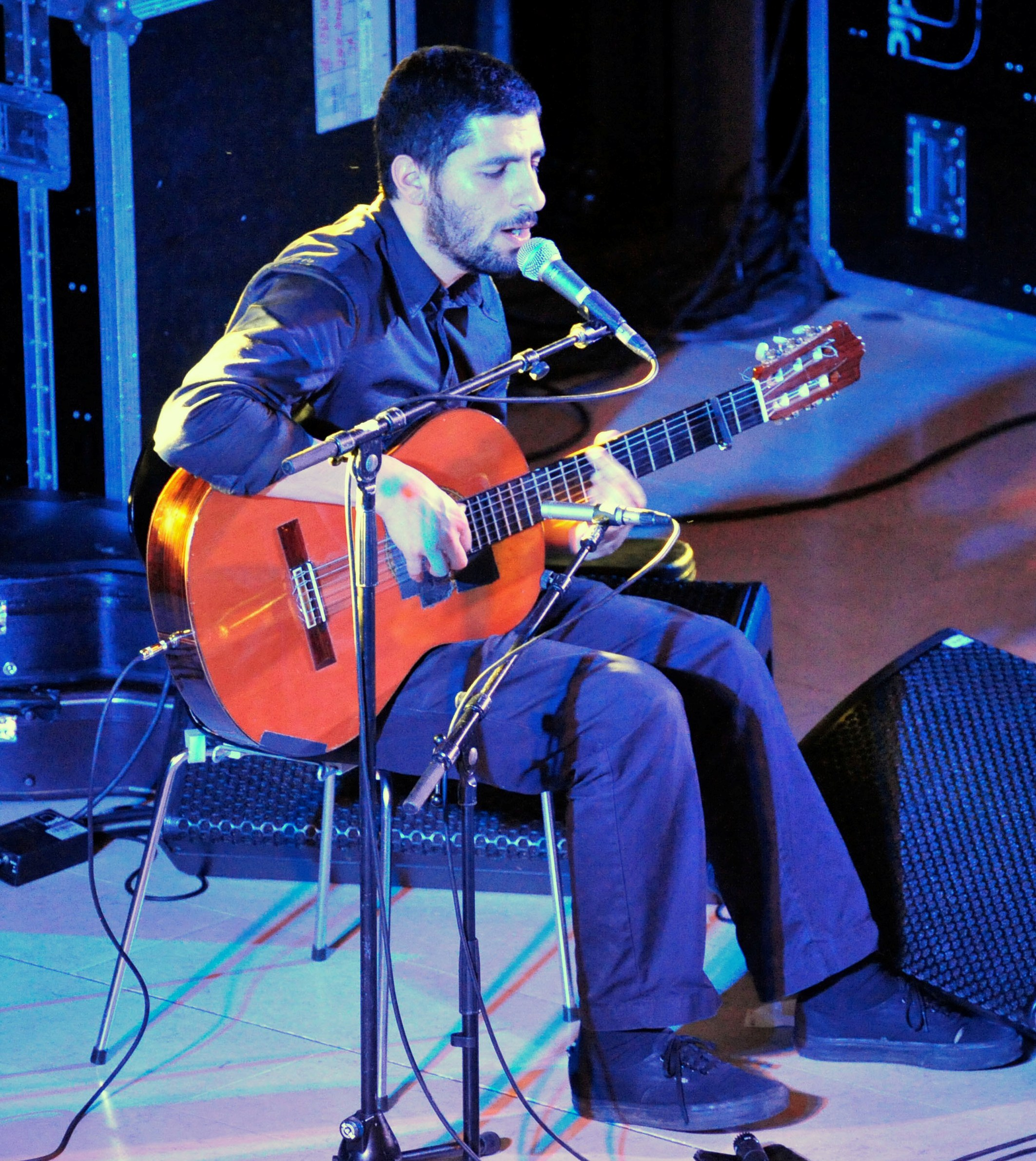
José González el 2008.

José Gabriel González (Göteborg, 31 de juliol de 1978) és un cantautor i guitarrista suec d'origen argentí d'estil indie-folk.

## Biografia
El 1976, dos anys abans dels seu naixement, els seus pares i la seva germana gran es traslladaren de l'Argentina a Suècia després del Cop d'Estat de 1976. José va néixer dos anys després, el 1978, en un suburbi de Göteborg, Suècia.
Tot i que González cresqué escoltant música folk Llatinoamericana (Silvio Rodríguez sobretot), la primera banda en la qual tocà fou Black Against the Wall, un grup de hardcore punk de Göteborg, incluenciat per Black Flag, The Misfits i Dead Kennedys. Entre 1993 i 1998 va tocar el baix elèctric en una altra banda hardcore anomenada Renascence i entre el 1997 i el 1998 tocà la guitarra en el grup de rock Only if You Call Me Jonathan.
L'octubre de 2003 va sortir a la venda el seu primer àlbum Veneer. Aquest àlbum es realitzà mentre González estava fent el doctorat en bioquímica a la Universitat de Göteborg, el qual encara no ha completat degut a la manca de temps d'ençà que la seva carrera musical començà a tenir cert grau d'èxit.
El seu segon àlbum, In Our Nature, sortí a la venda el 22 de setembre de 2007. Segons el mateix músic, les lletres d'aquest disc van estar influenciades en part per lectures tals com The God Delusion del biòleg britànic Richard Dawkins i Practical Ethics del filòsof Peter Singer.
González participà en la banda sonora de la pel·lícula de Ben Stiller, "The Secret Life of Walter Mitty", tant coma solista, com amb la seva banda Junip.
El seu últim àlbum, Vestiges & Claws, fou editat el febrer de 2015. La publicació fou aclamada per la crítica i va rebre el premi IMPALA a l'àlbum de l'any 2015.
González és ateu i vegetarià.

## Discografia

### Àlbums
- 2003: Veneer
- 2007: In Our Nature
- 2015: Vestiges & Claws
- 2021: Local Valley

### EP
- 2003: Crosses EP
- 2003: José González & Jens Lekman Split Tour Single
- 2004: Remain EP
- 2004: Stay in the Shade EP
- 2005: Australian Tour EP
- 2006: B-Sides Collected EP
- 2007: 3 EP Collection
- 2007: José González & Promise and the Monster Split Tour Single

### Senzills
- 2006: "Heartbeats"
- 2006: "Crosses"
- 2006: "Hand on Your Heart"
- 2007: "Down the Line"
- 2007: "Killing for Love"
- 2007: "Teardrop"
- 2009: "Cycling Trivialities"
- 2014: "Every Age"
- 2015: "Leaf Off/The Cave"

### Altres
- 2010: The Extraordinary Ordinary Life of José González (documental).